# Hammerheart
Hammerheart je peti studijski album švedskog ekstremnog metal sastava Bathory. Album je 16. travnja 1990. godine objavila diskografska kuća Noise Records. Album nastavlja tranziciju prethodnog albuma Blood Fire Death iz black metala u ono što će poslije postati poznato kao viking metal te se smatra kamenom temeljcem žanra.

## Snimanje
Bathory je u lipnju 1989. otišao u studio Heavenshore kako bi snimio svoj peti album. Netom prije početka snimanja sastav je unajmio posebnu opremu za glazbene efekte, no na kraju se njome gotovo uopće nije koristio. Snimanje albuma bilo je otežano zbog tadašnje ljetne sparine; članovi grupe morali su konstantno držati otvorenima vrata garaže koja je služila kao studio kako ne bi pali u nesvijest zbog vrućine i manjka kisika.
Za pjesmu "One Rode to Asa Bay" sastav je snimio i glazbeni spot.

## Glazbeni stil i tekstovi
Čisti vokali, kojim se Quorthon prvi put poslužio na prethodnom albumu Blood Fire Death, uvelike su prisutni na Hammerheartu. Grupa je napustila i brzi thrash metal stil prethodnih albuma te pjesme u prosjeku traju preko pet minuta. Fierce iz webzinea "vampster" izjavio je da album sadrži "savršenu popratnu glazbu" za "priče iz davnih vremena"; usto je komentirao kako je glazba "spor, bombastičan i epski križanac doom i black metala kojeg popraćuje izazovna i uzbudljiva atmosfera". Unatoč tome što su na albumu prisutne i akustične glazbene dionice, norveški je glazbenik Fenriz iz sastava Darkthrone komentirao kako album "nema nikakve veze sa folk metalom". Tijekom snimanja albuma, Quorthon je uglavnom slušao opere Richarda Wagnera te je navedeni skladatelj bio jedan od njegovih glavnih glazbenih uzora uopće.
Za razliku od prethodnog albuma Blood Fire Death, u tekstovima pjesama na Hammerheartu nisu prisutne sotonističke aluzije, već teme vezane uz paganizam. 

## Omot albuma
Omot albuma dizajnirali su Quorthon i Julia Schechner te je naslovnica bila preuzeta sa slike Sira Franka Dickseea pod imenom "The Funeral of a Viking" koja prikazuje vikinški pogreb tijekom kojeg se spaljivao brod na kojem se preminula osoba nalazila. Fotografiju na vinilnoj inačici albuma potpisuju Jörn Böhmer Olsen i Ralf Sörensen. Na stražnjoj se strani albuma nalazi slika sunčevog križa, što je prouzročilo kontroverze.

## Popis pjesama
Tekstovi i glazba: Quorthon. 
| 1.    | »Shores in Flames«         | 11:07 |
| 2.    | »Valhalla«                 | 9:33  |
| 3.    | »Baptised in Fire and Ice« | 7:57  |
| 4.    | »Father to Son«            | 6:28  |
| 5.    | »Song to Hall Up High«     | 2:30  |
| 6.    | »Home of Once Brave«       | 6:43  |
| 7.    | »One Rode to Asa Bay«      | 10:23 |
| 8.    | »Outro«                    | 0:52  |
| 55:46 |                            |       |

Remasterirano izdanje albuma iz 2003. godine spaja petu i šestu pjesmu u jednu.

## Recenzije
Eduardo Rivadavia, glazbeni kritičar sa stranice AllMusic, dodijelio je albumu četiri od pet zvjezdica te je izjavio kako je Hammerheart "nekvalificirani trijumf [ovog] pionirskog švedskog sastava", no također je komentirao kako su Quorthonove vokalne sposobnosti trebale manju doradu. Rivadavia je k tome povezao Quorthonov antikršćanski svjetonazor sa zločinima black metal scene koje je opisao "zločinima iz mržnje". Fierce iz webzinea "vampster" je napisao kako niti jedan drugi sastav "nije uspio dostići jedinstvenu vikinšku atmosferu Bathoryjevog Hammerhearta" te da niti jedan album nije kompetentniji za titulu viking metala. Komentirao je i da činjenice da je produkcija albuma loša te da "Quorthon jednostavno nije [...] dobar pjevač" "jednostavno ne igraju nikakvu ulogu na ovom albumu. 'Hammerheart' prenosi osjećaje, 'Hammerheart' pruža bezvremensku glazbu i 'Hammerheart' je u vlastitoj klasi [...]. To je savršen album".
Fenriz iz sastava Darkthrone izjavio je kako je novi Bathoryjev stil iskazan na albumu "izrazito originalan":

## Zasluge
| Bathory - Quorthon – vokali, električna i akustična gitara, klavijature, sintesajzeri, specijalni efekti, produkcija, dizajn - Kothaar – bas-gitara - Vvornth – bubnjevi | Ostalo osoblje - Boss – produkcija - Julia Schechner – dizajn - Sir Frank Dicksee – naslovnica - Jörn Böhmer Olsen – fotografija - Ralf Sörensen – fotografija |